# شهرت بد (ترانه جون جت)
«شهرت بد» (انگلیسی: Bad Reputation) ترانه‌ای اثر خواننده-ترانه‌سرای آمریکایی جون جت است که به‌عنوان اولین تک‌آهنگ برای اولین آلبومش به همین نام منتشر شد. ترانه توسط خواننده کانادایی آوریل لوین برای ساندتِرَک فیلم وان پیس: زد بازخوانی شده‌است، که در ۱۱ دسامبر ۲۰۱۲ منتشر شد.